# Pauli Kiuru
Pauli Kiuru, född 8 december 1962 i Valkeakoski, är en finländsk samlingspartistisk politiker och före detta tävlare i triathlon.
2011 blev Kiuru invald i Finlands riksdag.

## Utmärkelser
- Riddartecknet av I klass av Finlands Lejons orden,  6 december 2019[8]

[Redigera Wikidata]